# Districte d'Ancenis
El districte d'Ancenis era una divisió administrativa francesa del departament del Loira Atlàntic, a la regió del País del Loira. Comptava amb 5 cantons i 29 municipis. El cap era Ancenis.

## Història
Fundat el 1800, el districte d'Ancenis fou un dels 106 districtes abolits pel decret de 10 de setembre de 1926, abans de ser restaurat el 1943 (durant aquest període fou incorporat al districte de Nantes).
Des de l'1 de gener de 2017 va fusionar amb el districte de Châteaubriant i conformen el districte de Châteaubriant-Ancenis.

## Cantons
cantó d'Ancenis - cantó de Ligné - cantó de Riaillé - cantó de Saint-Mars-la-Jaille - cantó de Varades